# Бёрги, Ричард
Ричард Уильям Бёрги ([ˈbɜː(r)gi]; также есть варианты «Берги», «Бурги», «Берджи»; англ. Richard William Burgi; 30 июля 1958, Монтклэр, Нью-Джерси, США) — американский актёр.

## Биография
Ричард Бёрги родился в окрестностях Монтклэр в Нью-Джерси. Его семья увлекалась общественным театром. Старший брат, Чак Бёрги, был барабанщиком у Билли Джоэла. После школы Ричард путешествовал по штатам и Европе, занимаясь случайными заработками.

## Личная жизнь
25 ноября 1995 года женился на Лори Кан. У них два сына — Джек (род. 1996) и Сэмюэл (род. 2000). В 2012 году женился во второй раз, на Лилиане Лопез.

## Карьера
Бёрги начал актёрскую карьеру в Нью-Йорке, где получил регулярные роли в мыльных операх «Одна жизнь, чтобы жить», «Другой мир» и «Как вращается мир». После переезда в Лос-Анджелес снимался в ещё одной мыльной опере — «Дни нашей жизни». Позже он получил небольшую роль в сериале «Вайпер», снялся в нескольких эпизодических ролях в различных сериалах, и в 1989 году состоялся его дебют в телефильме «Хамелеоны». В 1994 году получил одну из главных ролей в телесериале «Западный Вайкики».
Бёрги играл главную роль в сериале «Часовой» (1996—1999), который закрыли после третьего сезона, оставив завязку сюжета не разрешённой. Однако внушительная интернет-кампания фанатов сериала убедила создателей завершить сериал, отсняв ещё пол сезона. Позже Бёрги получил периодические роли в сериалах «Восточный парк», «24 часа» и «Справедливая Эми», а также был занят мелкими другими ролями.
С 2004 года играл в популярном сериале «Отчаянные домохозяйки» роль Карла Майера, бывшего мужа одной из главных героинь. Также в 2004 году засветился на большом экране в фильме «Сотовый», в следующем году — в ремейке фильма 1977 года «Аферисты: Дик и Джейн развлекаются» и в фильме «Подальше от тебя» с Камерон Диас в главной роли. В 2007 году был занят на съёмках фильма ужасов «Хостел 2», а в 2009 году исполнил небольшую роль в ещё одном ужастике — «Пятница, 13-е».
В 2010 году снялся в гостевых ролях в таких популярных сериалах, как «Закон и порядок: Специальный корпус», «Морская полиция: Спецотдел» и «Обмани меня».

## Избранная фильмография
| Год       |    | Русское название                   | Оригинальное название                       | Роль                       |
| --------- | -- | ---------------------------------- | ------------------------------------------- | -------------------------- |
| 1986—1988 | с  | Другой мир                         | Another World                               | Чад Ролло                  |
| 1988—1989 | с  | Как вращается мир                  | As the World Turns                          | Гленн Хэррингтон           |
| 1988      | с  | Одна жизнь, чтобы жить             | One Life to Live                            | Рэнди Стоун #1             |
| 1989      | тф | Хамелеоны                          | Chameleons                                  | Филип                      |
| 1991      | с  | Пустое гнездо                      | Empty Nest                                  | Мэттью Райт                |
| 1992—1993 | с  | Дни нашей жизни                    | Days of our Lives                           | Филлип Кольер              |
| 1994      | с  | Вайпер                             | Viper                                       | Лейн Кэссиди               |
| 1994—1996 | с  | Западный Вайкики                   | One West Waikiki                            | детектив Мак Уолф          |
| 1996—1999 | с  | Часовой                            | The Sentinel                                | детектив Джеймс Эллисон    |
| 2001—2002 | с  | 24 часа                            | 24                                          | Алан Йорк                  |
| 2002—2003 | с  | Справедливая Эми                   | Judging Amy                                 | Майкл Кэсиди               |
| 2000—2003 | с  | Восточный парк                     | The District                                | капитан Винсент Хантер     |
| 2003      | с  | Светлячок                          | Firefly                                     | лейтенант Вомак            |
| 2004      | ф  | Приманки                           | Decoys                                      | детектив Фрэнсис Кирк      |
| 2004      | тф | Звёздный десант 2: Герой Федерации | Starship Troopers 2: Hero of the Federation | капитан Ви Джей Дэкс       |
| 2004      | ф  | Сотовый                            | Cellular                                    | Крэйг Мартин               |
| 2005      | ф  | Подальше от тебя                   | In Her Shoes                                | Джим Дэнверс               |
| 2005      | ф  | Аферисты: Дик и Джейн развлекаются | Fun with Dick and Jane                      | Джо Климен                 |
| 2005—2006 | с  | Пойнт Плезант                      | Point Pleasant                              | Бен Крамер                 |
| 2007      | ф  | Хостел 2                           | Hostel: Part II                             | Тодд                       |
| 2009      | с  | Остров Харпера                     | Harper's Island                             | Томас Веллингтон           |
| 2009      | ф  | Пятница, 13                        | Friday, The 13th                            | Шериф Брэк                 |
| 2004—2010 | с  | Отчаянные домохозяйки              | Desperate Housewives                        | Карл Майер                 |
| 2010—2011 | с  | Чак                                | Chuck                                       | Клайд Декер                |
| 2020      | ф  | Второй                             | The 2nd                                     | директор ЦРУ Майкл Филлипс |